# Toomas Tõniste
Toomas Tõniste   (Tallinn, 26 d'abril de 1967) és un polític i regatista estonià, vencedor de dues medalles olímpiques. Fins a la independència d'Estònia va competir sota bandera soviètica, per fer-ho sota la bandera d'Estònia a partir d'aquell moment.
Durant la seva carrera esportiva va prendre part en quatre edicions dels Jocs Olímpics d'Estiu, sempre formant equip amb el seu germà bessó Tõnu Tõniste. El 1988, als Jocs de Seül, va guanyar la medalla de plata en la categoria classe 470 del programa de vela. Quatre anys més tard, als Jocs de Barcelona, guanyà la medalla de bronze en la mateixa prova. El 1996, a Atlanta, fou desè i el 2000, a Atenes, vint-i-dosè, sempre en la categoria Classe 470.
En el seu palmarès també destaca una medalla d'or al Campionat d'Europa de vela.
Posteriorment entrà en política, militant al partit Unió Pro Pàtria i Res Pública. Fou regidor de l'Ajuntament de Tallinn del 1999 al 2001 i de 2006 a 2007. Del 2007 al 2015 fou membre del Riigikogu i de 2017 a 2019 Ministre d'Hisenda d'Estònia.